# Gensac-de-Boulogne
Gensac-de-Boulogne é uma comuna francesa na região administrativa da Occitânia, no departamento do Alto Garona. Estende-se por uma área de 10.96 km², com 118 habitantes, segundo o censo de 2018, com uma densidade de 11 hab/km².